# Brandschilderen

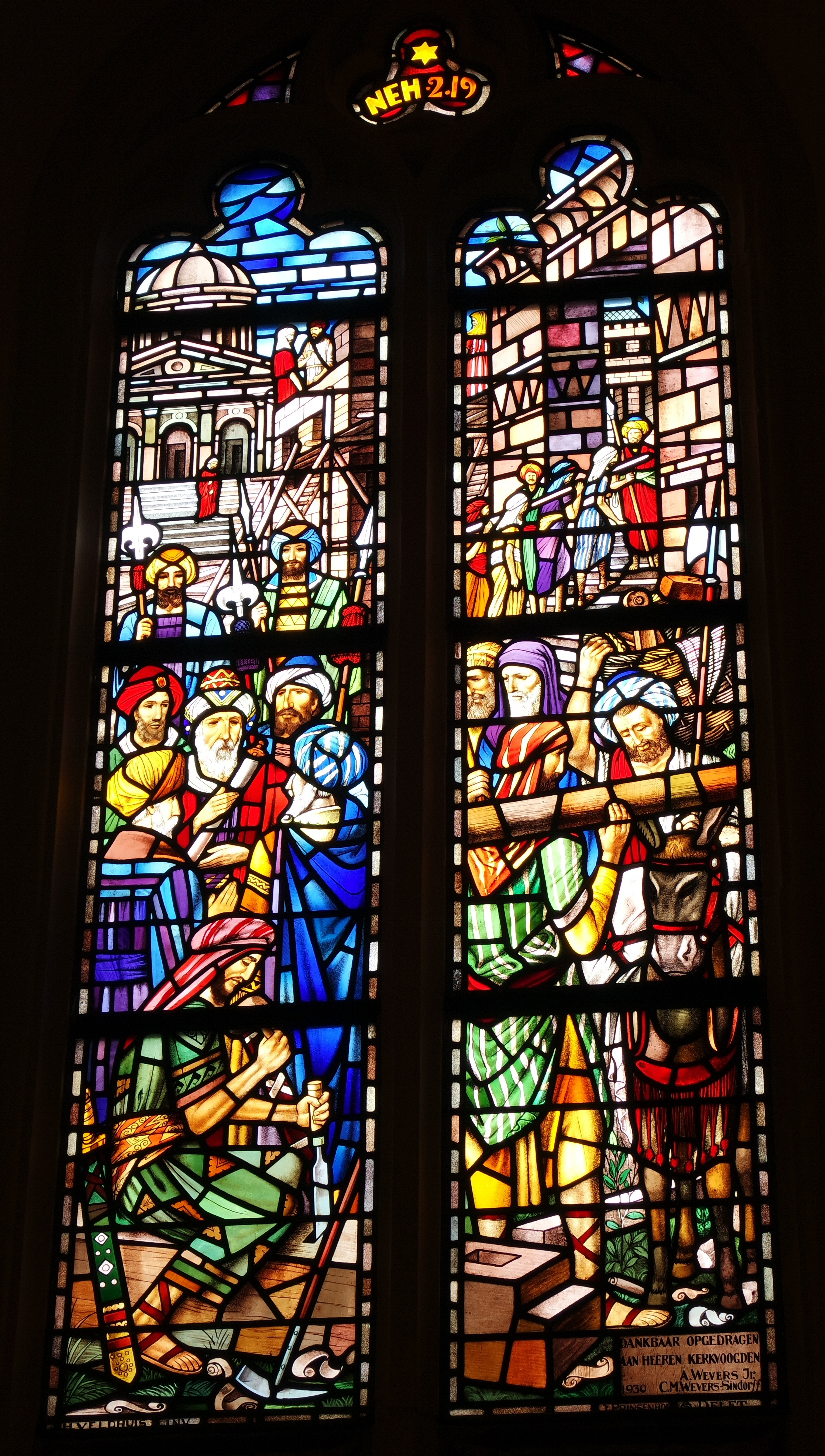
Glas-in-loodraam van de Grote Kerk te Enschede. De brandschildertechniek is gebruikt om bijvoorbeeld gezichten te illustreren.

Brandschilderen is een eeuwenoude techniek om op glas te tekenen. Met behulp van een borstel wordt een mengsel van azijn, gom en pigmenten op het glas aangebracht, waarna de pigmenten in een oven op hoge temperatuur in het glas worden gebrand. Als eerste worden op basis van een ontwerptekening de contourlijnen aangebracht en gebrand, daarna de schaduwen en als laatste de kleuren. 
In de Middeleeuwen werd deze methode al toegepast met als belangrijkste doel het versieren van kerkramen. Vaak wordt brandschilderen gecombineerd met glas in lood.

## Zie ook

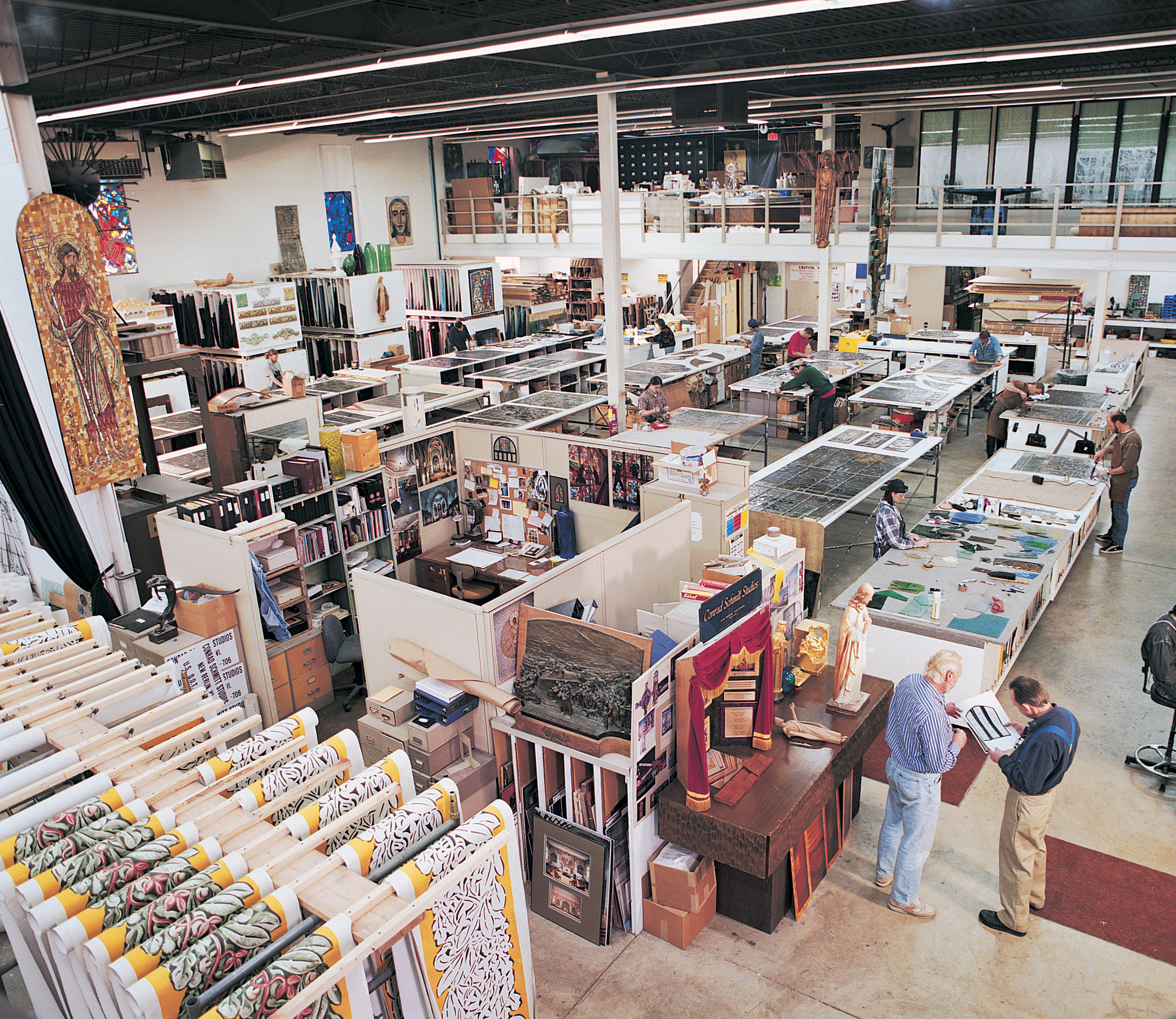
Een werkplaats voor brandschilderen